# Iglesia de Munster
La iglesia de Munster (en neerlandés: Munsterkerk o Munster) es una antigua iglesia neerlandesa medieval del siglo XIII dedicada a Nuestra Señora erigida en la ciudad de Roermond. Las torres tienen una altura de 55 m.
La iglesia de Munster es el ejemplo más importante de la arquitectura románica tardía de los Países Bajos. Es la única parte que aún sobrevive de una antigua abadía, que fue demolida en 1924. La iglesia fue restaurada por el arquitecto  P.J.H. Cuypers entre 1863 y 1890; durante esta restauración se añadieron las torres frontales, mientras que se retiró una torre barroca y las torres octogonales orientales originales fueron reemplazadas por otras torres cuadradas.
En 1992, la iglesia fue dañada por un terremoto que destruyó las dos torres orientales, que pronto fueron reconstruidas.
La iglesia es un Rijksmonument, y forma parte de los 100 mejores sitios del patrimonio neerlandés.

## Galería de imágenes

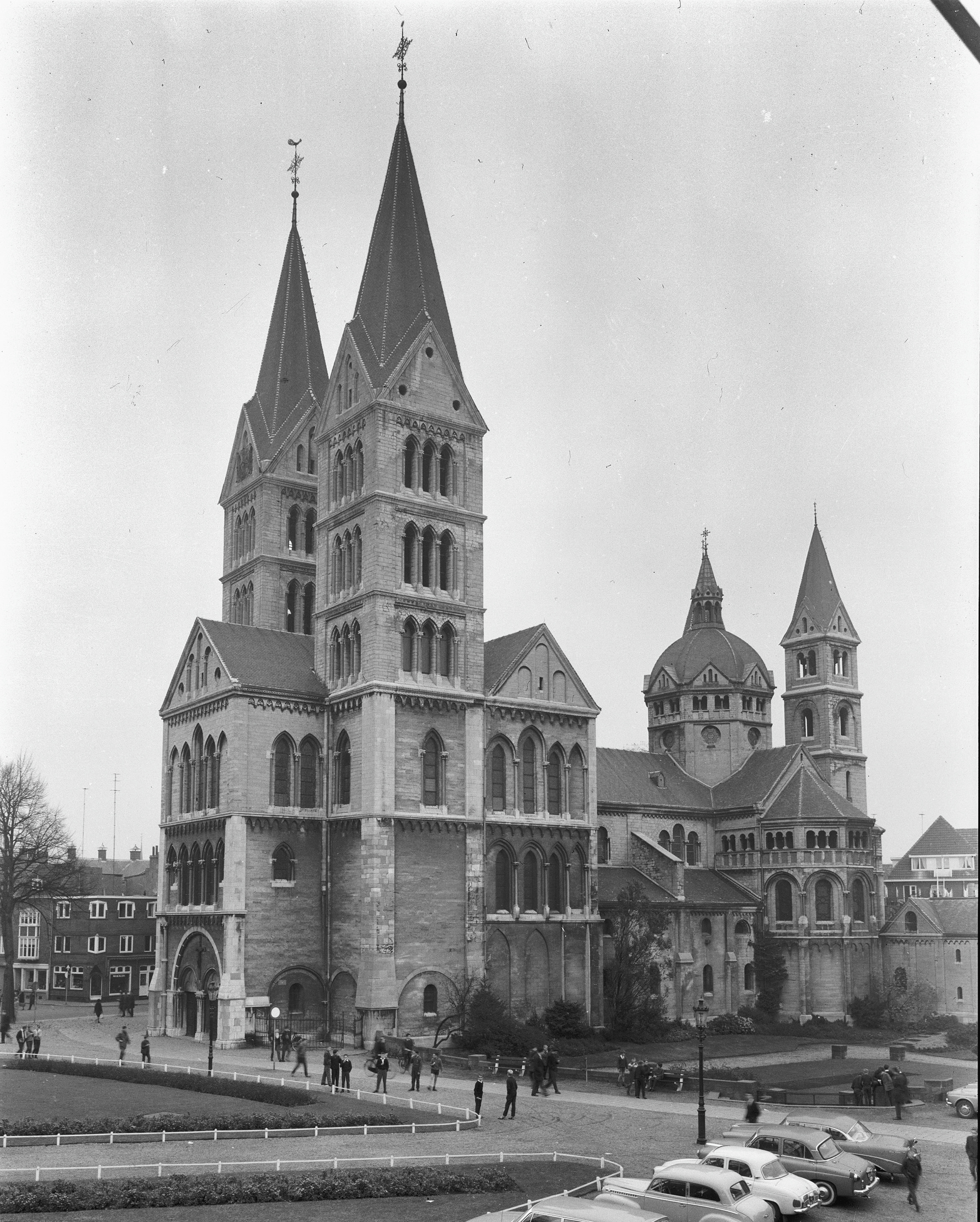
Vista general noreste con la torre del crucero
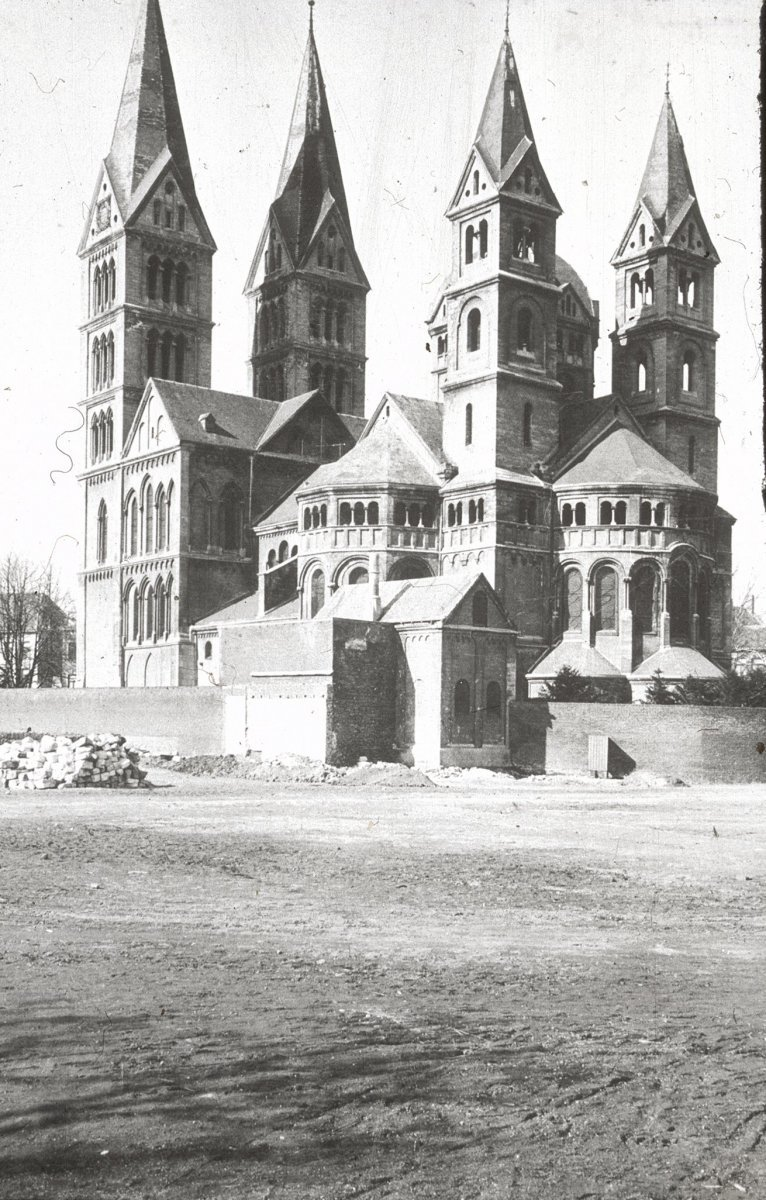
Lado este de la iglesia con las torres y el parclose
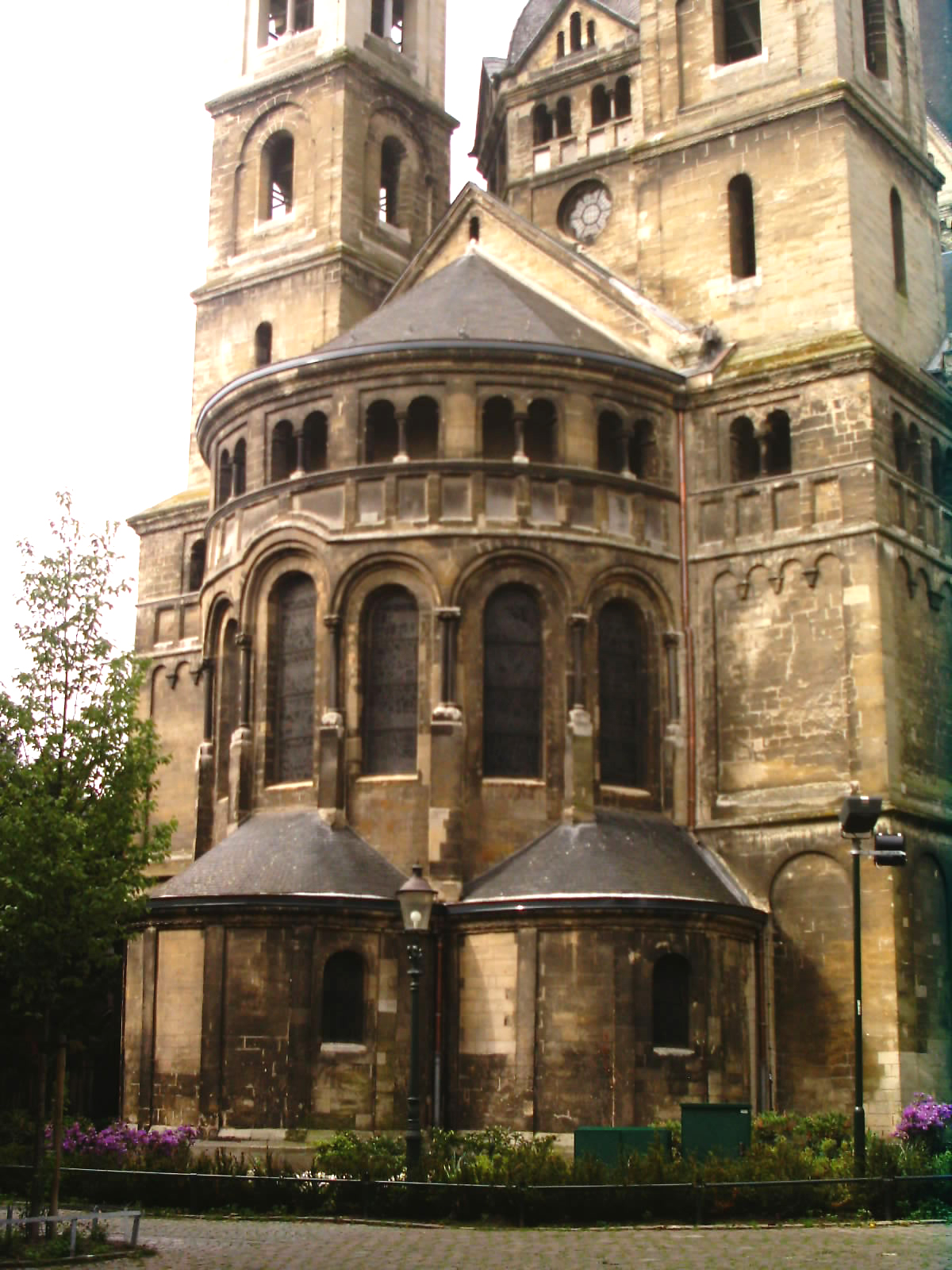
Detalle de la cabecera, con el coro de cierre y las capillas radiales
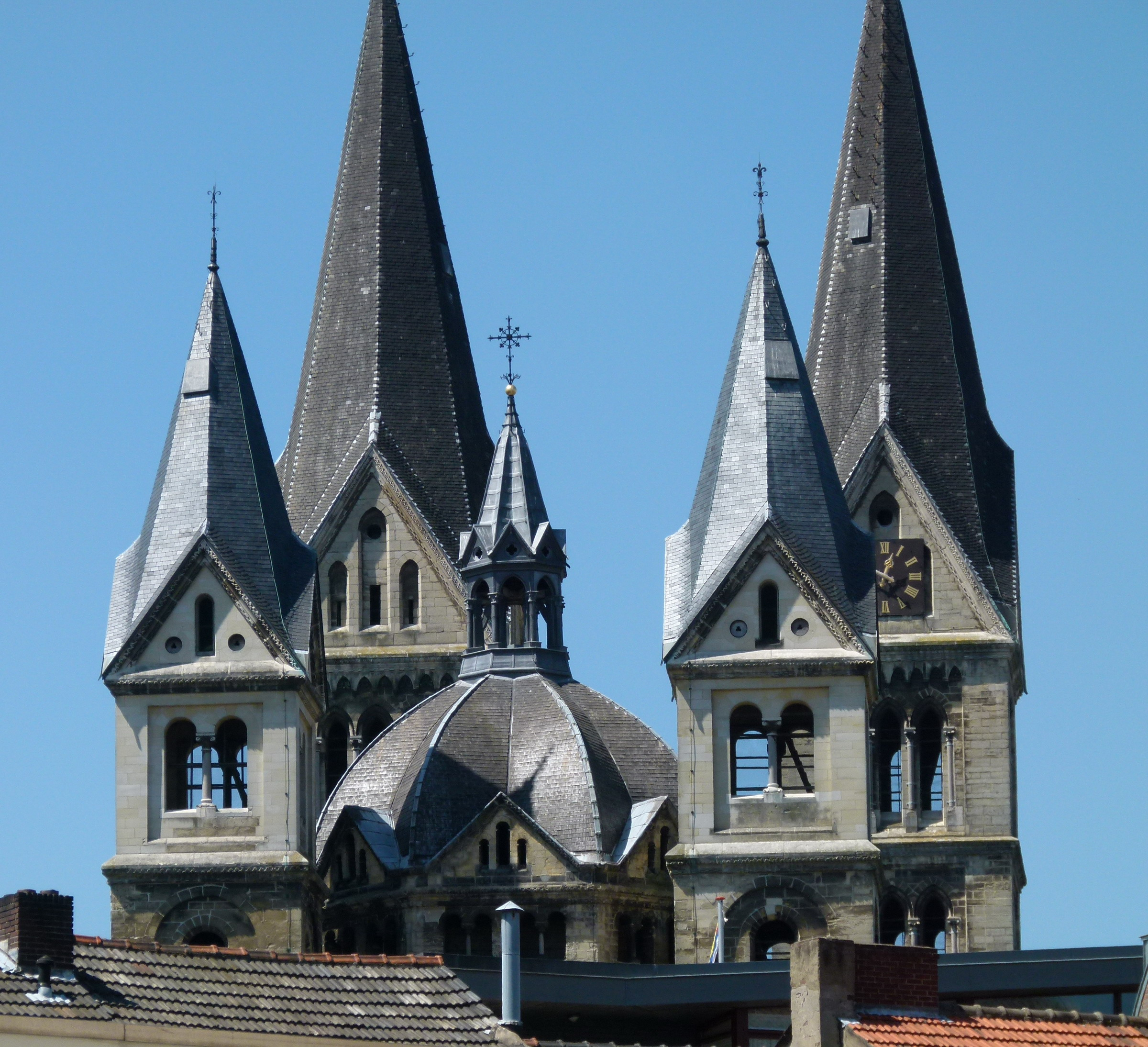
Cúpula y torres
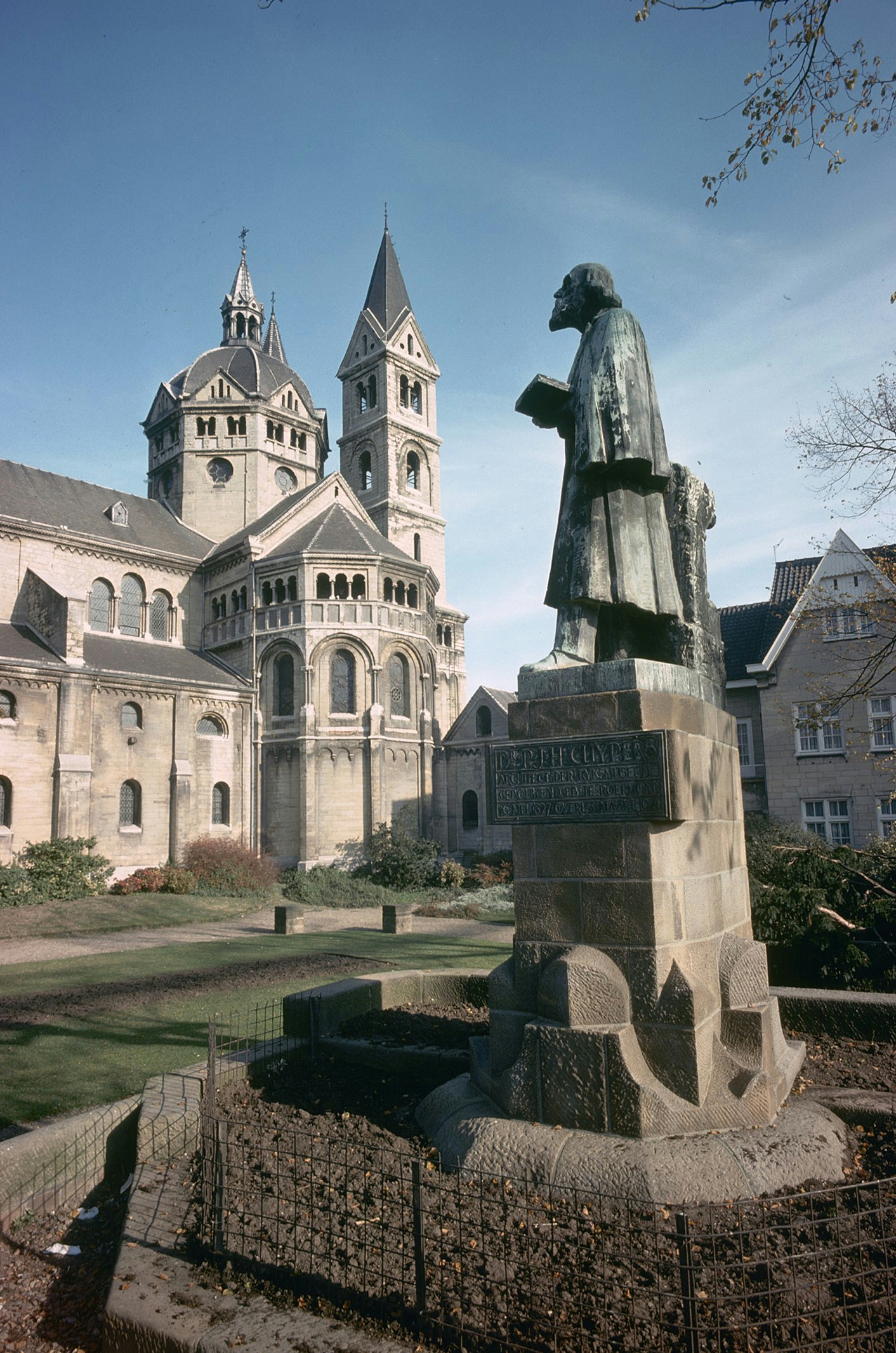
Monumento a Cuypers en la plaza Munster
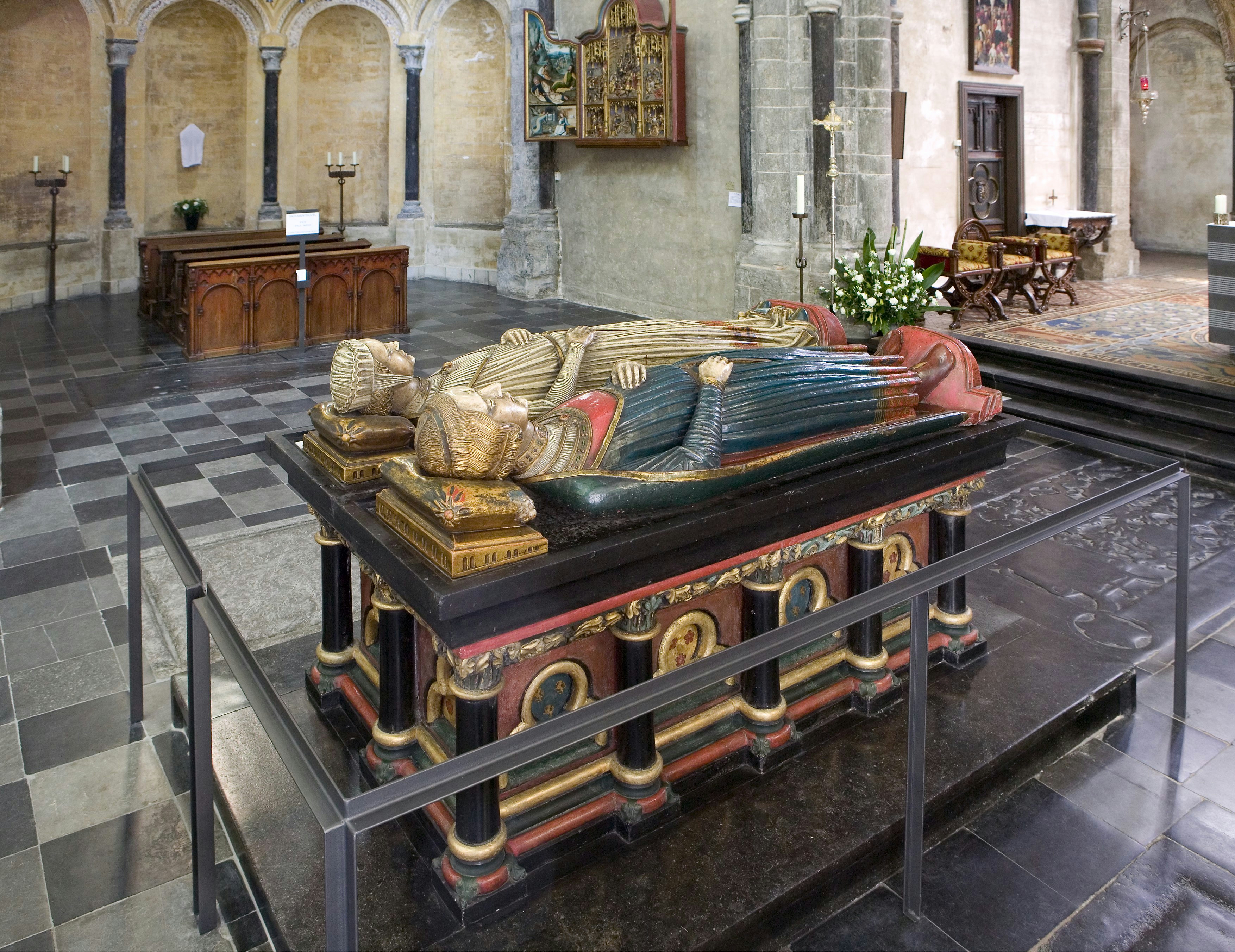
Mausoleo  de Gerard III y Margarita de Brabantet

## Enlaces externos

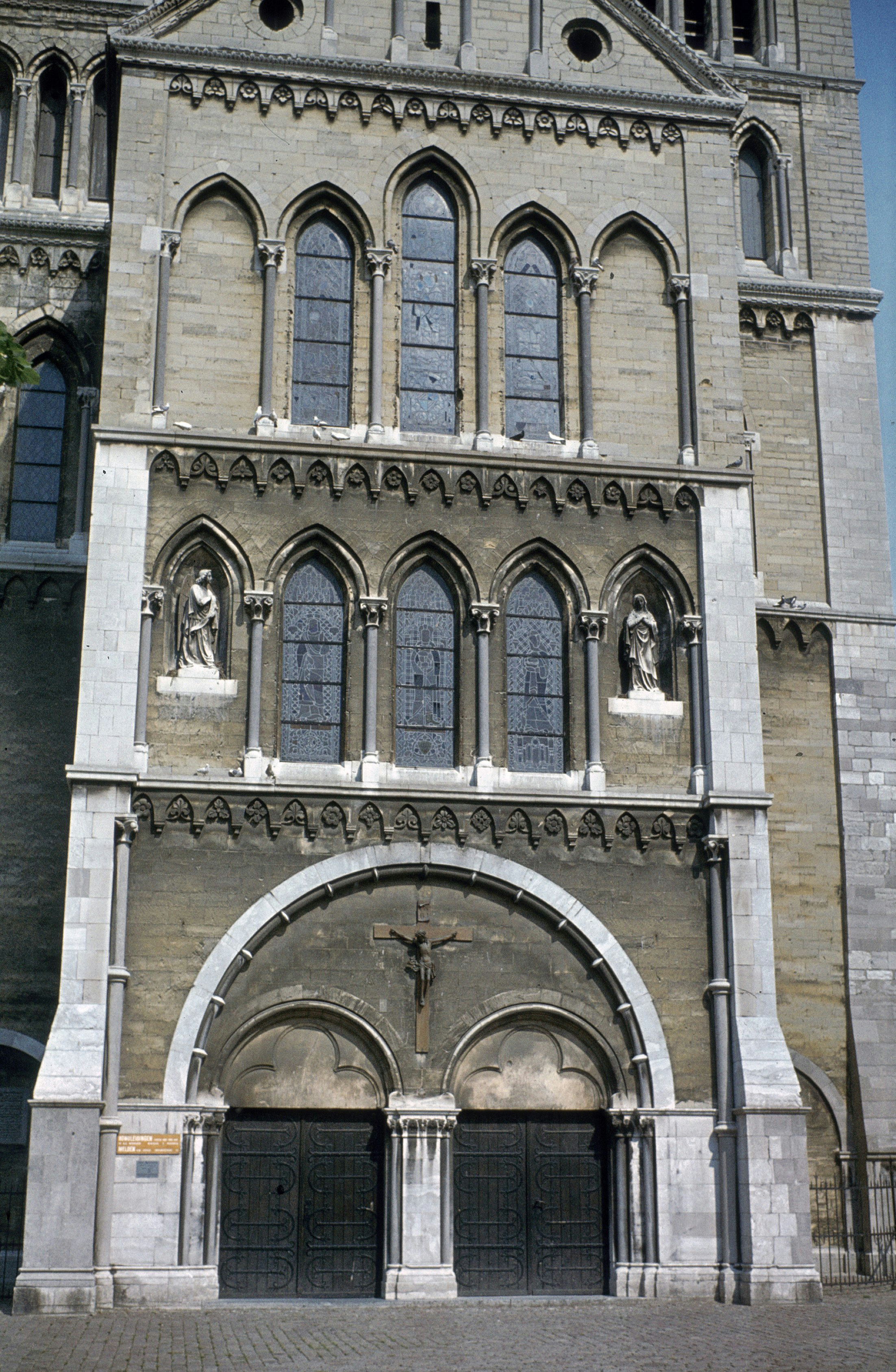
Portada occidental

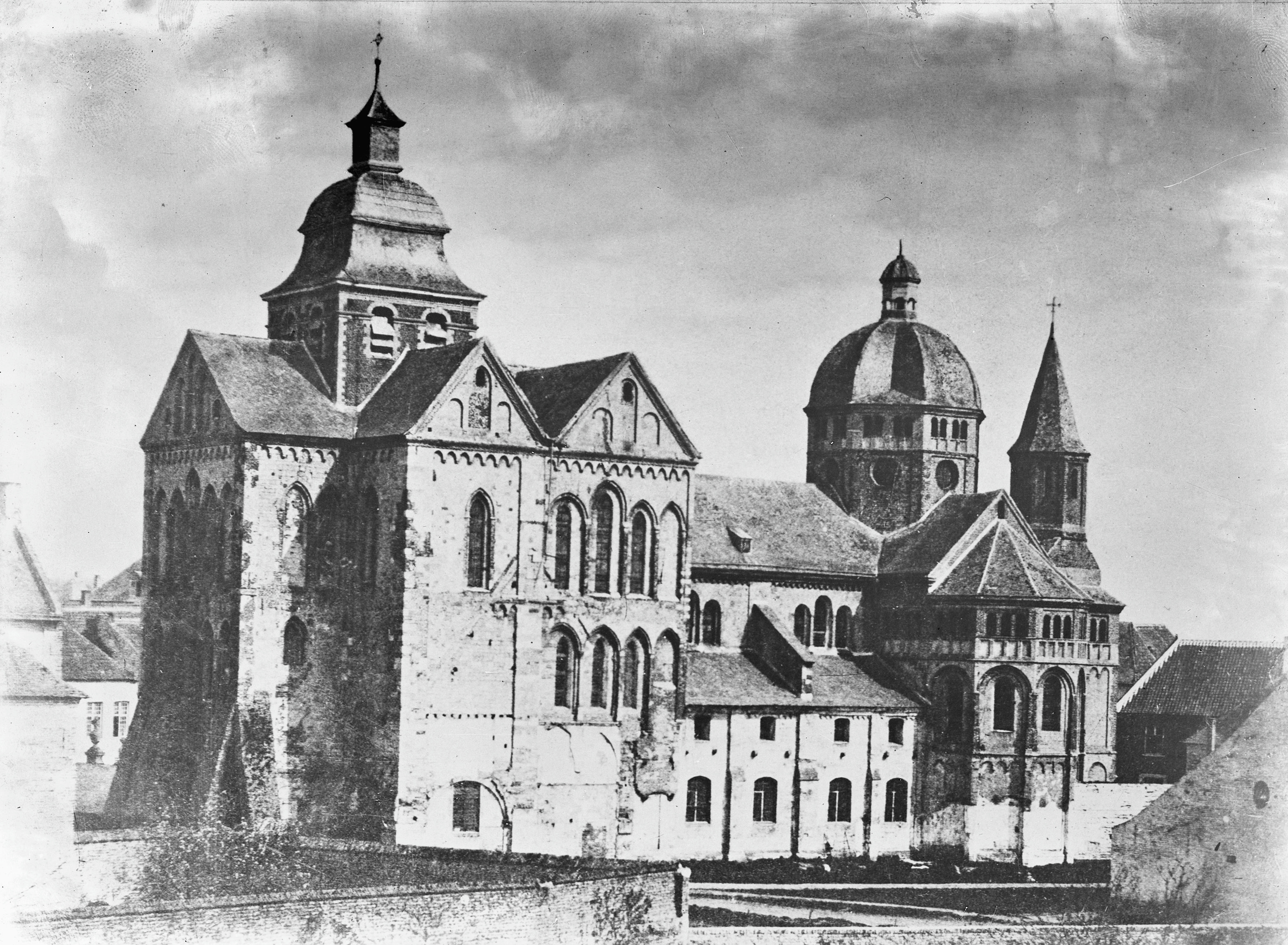
Para la restauración de Cuypers

## Enterramientos
- Richardis de Bavaria
- Gerard III, Conde de Guelders
- su mujer, Margarita de Brabante